# Oldeberkoop

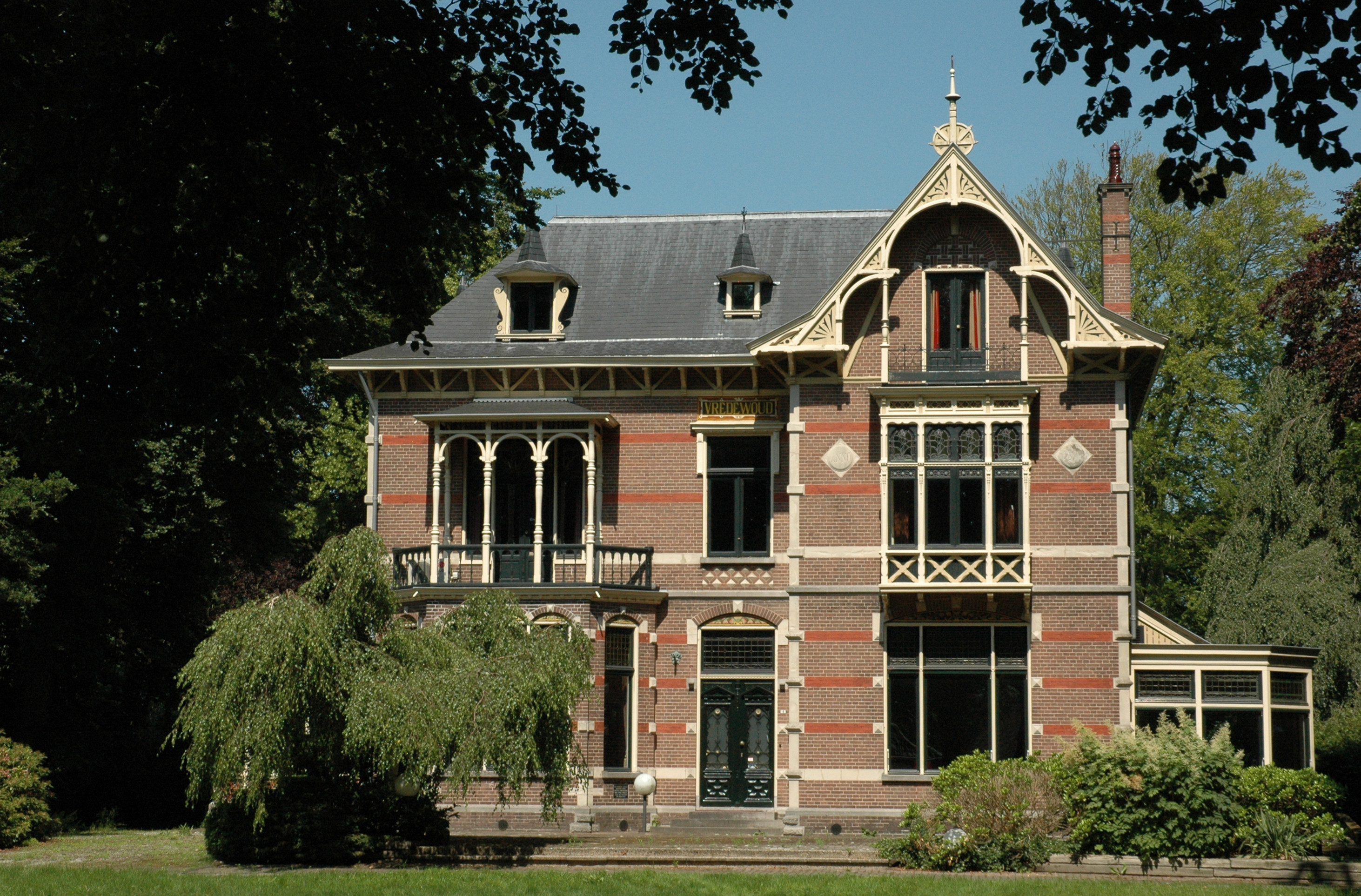
Oldeberkoop: Villa Vredewoud

Oldeberkoop  (in frisone: Aldeberkeap; in Stellingwerfs: Bekoop) è un villaggio di circa 1.500 abitanti del nord-est dei Paesi Bassi, facente parte della provincia della Frisia e situato nella regione di Stellingwerfen. Dal punto di vista amministrativo, si tratta di una frazione del comune di Ooststellingwerf, di cui in passato (1812-1855) è stato anche il capoluogo.
È il villaggio più antico della regione di Stellingwerfen.

## Geografia fisica
Oldeberkoop si trova nell'estremità sud-orientale della provincia della Frisia, al confine con la provincia della Drenthe e tra le località di Appelscha e Noordwolde (rispettivamente a sud-ovest della prima e a nord-est della seconda), a circa 20 km; ad est di Heerenveen.

## Origini del nome
Il toponimo Oldeberkoop, attestato anticamente come Brokope (1228-1233), Oldenbrockop (1320), Oldebaercoep (1399), Oldebercoop (1408) e Antiqua Bercoep (1539), contiene nella prima parte il termine olandese oud, che significa "vecchio", "antico", e nella seconda parte probabilmente il termine brôk-apa*, che significa "acqua di palude".

## Storia

### Dalla fondazione ai giorni nostri
Il villaggio di Oldeberkoop è menzionato per la prima volta come Brokope intorno al 1228 da guerrieri frisoni.
Nel 1585, durante la guerra degli ottant'anni, il villaggio fu attaccato dalle truppe spagnole.
Nel 1595, per difendere la zona da ulteriori attacchi spagnoli, per volere di Guglielmo Ludovico fu creato nei pressi del villaggio lungo il fiume Linde la cosiddetta "fortificazione di Oldberkoop", un bastione di 22,5 x 22,5 m che avrebbe svolto un ruolo importante nel 1672 come linea difensiva contro le truppe francesi.

## Monumenti e luoghi d'interesse
Oldeberkoop conta 12 edifici classificati come rijksmonumenten e 11 edifici classificati come gemeentelijk monument.

### Chiesa di San Bonifacio
Tra gli edifici principali di Oldberkoop, figura la chiesa di San Bonifacio, risalente al XII secolo, ma più volte rimaneggiata.

### Villa Vredewoud
Altro edificio significativo è la Villa Vredewoud, realizzata nel 1899 su progetto dell'architetto O.M. Meek.

## Società

### Evoluzione demografica
Al censimento del 1º gennaio 2016, Oldberkoop contava una popolazione pari a 1.540 abitanti.
La località ha quindi conosciuto un lieve incremento demografico rispetto al 2015, quando al censimento del 1º gennaio contava 1.520 abitanti.

## Cultura

### Eventi
- De Uutwiek[8]
- Open Stal[9]

## Geografia antropica

### Suddivisioni amministrative
Buurtschappen
- Deddingabuurt

## Sport
- La squadra di calcio locale è il VV Sport Vereent[10]